# RNIE5 (Benin)
Die RNIE5 ist eine Fernstraße in Benin, die bei Doumé an der Grenze zu Togo beginnt, zum Teil mit der RNIE2 zusammenläuft und in Oké Owo, an der Grenze zu Nigeria, endet. Sie ist – ohne Abschnitte, wo sie mit anderen Nationalstraßen zusammenläuft – 106 Kilometer lang.